# Oskar Lossen
Oskar Lossen (* 17. Juni 1887 in München; † 8. November 1963 in Königswinter) war Generalmajor der Polizei und Inspekteur der Ordnungspolizei im Oberpräsidium Münster.

## Leben
Nach dem Abitur in München trat Oskar Lossen im Jahre 1907 als Fähnrich in das 5. Feldartillerie-Regiment „König Alfons XIII. von Spanien“ der Bayerischen Armee ein und war während des Ersten Weltkriegs ab 1916 Adjutant der I. Abteilung. Im weiteren Kriegsverlauf diente er als Batterieführer und Adjutant verschiedener Artilleriekommandeure. Er wurde im Krieg verwundet und mit beiden Klassen des Eisernen Kreuzes sowie dem Militärverdienstorden IV. Klasse mit Schwertern ausgezeichnet. Nach dem Waffenstillstand von Compiègne schloss er sich im Mai 1919 dem Freikorps Bamberg an und ging zum Wehrregiment München.
Am 1. Oktober 1919 in die Bayerische Landespolizei übernommen, war er hier Abteilungsadjutant und zuletzt Hundertschaftsführer. Lossen studierte Rechtswissenschaften und absolvierte sein erstes juristisches Staatsexamen im Jahre 1923 an der Universität München. 1925 promovierte er. Zur Landespolizei zurückgekehrt, war er hier 1931 Major und von 1933 bis 1937 hatte er das Kommando über die Polizei- und Gendarmerieschule Fürstenfeldbruck. Lossen beantragte am 21. Dezember 1937 die Aufnahme in die NSDAP und wurde rückwirkend zum 1. Mai desselben Jahres aufgenommen (Mitgliedsnummer 5.917.594). Er schloss sich im Juli 1938 der SS an (SS-Nummer 309.503) und wurde noch im selben Jahr zum SS-Standartenführer ernannt. 1939 trat er dem „Verein Lebensborn e. V.“ bei. Vor seiner Versetzung im Mai 1938 als Vertreter des Inspekteurs der Ordnungspolizei beim Oberpräsidenten in Münster war Lossen Amtsleiter des Ausbildungsamtes im Hauptamt der Ordnungspolizei unter dem Oberkommando des Reichsführers SS. Bis Juni 1939 amtierte er als Inspekteur der Ordnungspolizei, und bis Mai 1942 SS-Führer beim Stab des SS-Abschnitts XVII. Es folgte ein Einsatz im Stab des SS-Oberabschnitts Mitte von Mai 1942 bis zur Versetzung in den Ruhestand im Dezember 1944. Vorher war er noch Inspekteur der Ordnungspolizei in Hannover und Magdeburg sowie Chef der Feldgendarmerie beim Militärbefehlshaber für Belgien und Nordfrankreich in Brüssel.

## Schriften
- Der rechtspolizeiliche Zwang in seinen rechtlichen Grundlagen und seinen Grenzen nach bayerischem Recht. Verlag: Studentenhaus, 1
- Horst Baerensprung; Karl Lautenschlaeger; Oskar Lossen; Herbert Scholz: Polizei-SOS: Schutz, Ordnung, Sicherheit; dienstliche Winke für Polizeibeamte. Verlag Oehler, Hannover 1950.